# Wes Bentley
Wesley Cook "Wes" Bentley, (Jonesboro, Arkansas, 4 de setembre de 1978) és un actor de pel·lícules i sèries de televisió estatunidenc, conegut sobretot pel seu rol de Ricky Fitts, a American Beauty.

## Biografia i carrera
Bentley va néixer a Jonesboro, Arkansas. Els seus pares eren Cherie i David Bentley, ministres metodistes.
Bentley ha actuat en moltes pel·lícules, com American Beauty, The Four Feathers, P2 i Ghost Rider. També va actuar al thriller Dolan's Cadillac i There Be Dragons, del director Roland Joffé. Bentley és un dels principals subjectes del documental My Big Break, dirigit per Tony Zierra que segueix a Bentley i els seus companys de pis en el seu sommi d'esdevenir actors de Hollywood.

## Filmografia
- Beloved (1998)
- Three Below Zero (1998)
- American Beauty (1999)
- The White River Kid (1999)
- El perdó (The Claim) (2000)
- Soul Survivors (2001)
- Carving Out Our Name (2001)
- Les quatre plomes (The Four Feathers) (2002)
- The Game of Their Lives (2005)
- Weirdsville (2007)
- Ghost Rider (2007)
- P2 (2007)
- The Ungodly (2007)
- The Last Word (2008)
- The Tomb (2008)
- The Last Word  (2008)
- My Big Break (2009)
- Dolan's Cadillac (2009)
- There Be Dragons (2010)
- Jonah Hex (2010)
- What Do You Got? - Bon Jovi (2010)

## Teatre
- Venus in Fur (2010)